# Chrysopa pullata
Chrysopa pullata är en insektsart som beskrevs av Banks 1944. Chrysopa pullata ingår i släktet Chrysopa och familjen guldögonsländor. Inga underarter finns listade i Catalogue of Life.